# Лінгвокраїнознавство
Лінгвокраїнознавство (від лат. lingua — мова й укр. країнознавство) — дослідницький напрямок, що включає в себе вивчення мови й дає необхідні для кваліфікованого спілкування відомості про культуру країни мови, що вивчається. 
Головна мета лінгвокраїнознавства — забезпечити мовну компетентність у питаннях міжмовного спілкування за допомогою адекватного розуміння культури мови співрозмовника й вихідних текстів.

## Історія
Зачинателями лінгвокраїнознавства в Росії вважаються В. Г. Костомаров і Є. М. Верещагін. Термін «лінгвокраїнознавство» був вперше використаний в роботі згаданих учених «Лингвистическая проблематика страноведения в преподавании русского языка иностранцам» (М., 1971).
Активно він почав використовуватися після виходу книги В. Г. Костомарова і Є. М. Верещагіна «Мова і культура» (М., 1973). У ній ішлося про використання країнознавчих фактів в процесі вивчення мови і прийомах ознайомлення учнів з новою для них мовною культурою.
Спочатку лінгвокраїнознавство вважали галуззю методики, котра пов'язана з дослідженням шляхів і способів ознайомлення учнів із дійсністю країни мови, що вивчається в процесі вивчення мови, і за посередництва цієї мови. Пізніше відбулося переосмислення та уточнення змісту цього терміна, і лінгвокраїнознавство стало трактуватися як методична дисципліна, яка відтворює в навчальному процесі відомості про національно-культурну специфіку мовного спілкування носія мови з метою забезпечення комунікативної компетенції студентів, які вивчають нову мову (Прохоров, 1996).
А. М. Щукін визначає лингвокраїнознавство як країнознавчо орієнтовану лінгвістику, що вивчає іноземну мову в зіставленні з рідною. При цьому об'єктом розгляду виступає мова як носій культури, що вивчається (Щукін, 2003).
Питання, які складають проблематику лінгвокраїнознавства , поділяються на два типи: лінгвістичні та методичні. Лінгвістичні питання стосуються аналізу одиниць мови з метою виявлення національно-культурного сенсу, що міститься в них: безеквівалентна лексика, невербальні засоби спілкування (дії, що передаються за допомогою міміки, жестів і мають значення і сфери вживання, відмінні від вживань, прийнятих в рідній мові), фонові знання, характерні для мовців  і котрі забезпечують мовне спілкування, мовна афористика і фразеологія, котрі  розглядаються з точки зору відображення в них культури і національних особливостей людей, що говорять  мовою, що вивчається. Методичні питання стосуються прийомів введення, закріплення й активізації специфічних для мови одиниць національно-культурного змісту, які випливають з досліджуваних текстів.

## Терміни
З кінця XX століття російські дослідники, що займаються лінгвокраїнознавством і лінгвокультурологією, вводять нові терміни, котрі  описують об'єкт вивчення - взаємовплив мови і культури:
- концепт і перцепт. Терміни вводяться з початку 1990-х років [1] ;
- логоепістема. Термін був запропонований В. Г. Костомаровим і М. Д. Бурвіковою в 1996 році і позначає мовне вираження, зміст якого зрозумілий через загальну пам'ять носіїв мови. Приклад: «Все змішалося в домі Облонських» [2] ;
- константа;
- лінгвокультурема. Термін було запропоновано В. В. Воробйовим в 1997 році для позначення єдності знака та екстралінгвістичного поняття [3] ;
- лінгвоконцентр;
- лексичний фон;
- сапіентема. Термін було запропоновано в 2005 році Є. М. Верещагіним і В. Г. Костомаровим [4] після їхньої відмови від використання терміна «логоепістема» ( «суперечки про слова на суті справи не позначаються») [5] ;
- презентема.

Багато авторів відзначають, що всі ці терміни описують одне й те саме явище  , створюючи «протиборство термінів, котре виникло стихійно»  . За словами С. Г. Воркачева, в більшості своїй вони не піднялися над «рівнем авторських неологізмів »  .

## джерела

### література
- Верещагін Є. М., Костомаров В. Г. Лінгвістична проблематика країнознавства у викладанні російської мови іноземцям. М .: Рус. яз., 1971.
- Верещагін Є. М., Костомаров В. Г. Мова і культура: лингвострановедение в викладанні російської мови як іноземної. М., 1973.
- Прохоров Ю. Е. Лингвострановедение. Культуроведеніе. Країнознавство. Теорія і практика навчання російської мови як іноземної. М., 1996.
- Щукін О. М. «Методика викладання російської мови як іноземної: навчальний посібник для вузів», М .: Вища. шк., 2003.

### посилання
- Мультимедийный лингвострановедческий словарь «Россия»